# جوانی براون
جوانی براون (انگلیسی: Jevani Brown؛ زادهٔ ۱۶ اکتبر ۱۹۹۴) بازیکن فوتبال اهل بریتانیا است.
از باشگاه‌هایی که در آن بازی کرده‌است می‌توان به باشگاه فوتبال کمبریج یونایتد و باشگاه فوتبال کولچستر یونایتد اشاره کرد.
وی همچنین در تیم ملی فوتبال Jamaica U17 بازی کرده‌است.